# Atanasios Miaulis
Atanasios Miaulis (gr. Αθανάσιος Μιαούλης; ur. ok. 1815 na Hydrze, zm. 7 czerwca 1867 w Atenach) – grecki oficer wojskowy i polityk.
Pełnił funkcję premiera (1857–1862) za rządów króla Ottona I.